# Neues von uns Kindern aus Bullerbü
Neues von uns Kindern aus Bullerbü (auch veröffentlicht unter dem Titel Neues von den Kindern aus Bullerbü) ist die Verfilmung des gleichnamigen Kinderbuchs der schwedischen Autorin Astrid Lindgren. Es ist die Fortsetzung des 1986 entstandenen Films  Wir Kinder aus Bullerbü, bei dem auch Lasse Hallström die Regie führte.

## Inhalt
Die achtjährige Lisa berichtet ihre Erlebnisse in dem fiktiven Dorf Bullerbü im schwedischen Småland. Sie erzählt vom ersten Schultag nach den Sommerferien, von der gemeinsamen Kartoffelernte mit ihren Brüdern Lasse und Bosse und den Nachbarskindern Britta, Inga, Ole und Kerstin. Sie berichtet von einem Schneesturm, der die Kinder auf dem Heimweg von der Schule überrascht. Nach dem Weihnachtsfest besuchen sie eine Tante, beim Schlittschuhlaufen stürzt Lasse in ein Eisloch kann aber von den anderen Kindern gerettet werden. Den Jahreswechsel 1929 verbringen die Kinder mit Bleigießen. Lisa berichtet auch von ihren Erlebnissen in der Schule, vom Aprilscherzen, vom Tauschen von Lackbildern oder davon, dass sie ein Lämmchen mit in den Unterricht bringt.

## Kritik
„Eine bezaubernde, liebenswerte Beschwörung bedrohter Qualitäten des Kindseins, die weitgehend auf Dramatik verzichtet und einen sinnlichen Eindruck von Daseinsqualitäten, Glücksmomenten und möglichem Miteinander vermittelt.“

Die Deutsche Film- und Medienbewertung FBW in Wiesbaden verlieh dem Film das Prädikat wertvoll.